# Rima Abdul-Malak
Rima Abdul-Malak (ur. 11 lutego 1979 w Bejrucie) – francuska działaczka kulturalna, urzędniczka i polityk libańskiego pochodzenia, doradczyni prezydenta Francji, w latach 2022–2024 minister kultury.

## Życiorys
Urodziła się w Libanie, pod koniec lat 80. jej rodzina wyemigrowała do Francji i osiedliła się w Lyonie. Ukończyła studia w IEP de Lyon oraz studia podyplomowe z zakresu współpracy rozwojowej na Université Panthéon-Sorbonne. Pełniła funkcję dyrektora programowego w organizacji charytatywnej Clowns Sans Frontières, później kierowała działem muzycznym instytucji kulturalnej Culturesfrance. W latach 2008–2014 zatrudniona w paryskim merostwie. Początkowo była członkinią gabinetu zastępcy mera do spraw kultury, a od 2012 doradczynią mera Bertranda Delanoë w tej dziedzinie. W latach 2014–2018 pełniła funkcję attaché kulturalnego w ambasadzie Francji w Stanach Zjednoczonych.
W 2019 mianowana doradczynią prezydenta Emmanuela Macrona do spraw kultury. W maju 2022 powołana na urząd ministra kultury w rządzie Élisabeth Borne. Utrzymała tę funkcję także przy rekonstrukcji gabinetu z lipca 2022. Stanowisko to zajmowała do stycznia 2024.

## Odznaczenia
Odznaczona Orderem Narodowym Zasługi V klasy (2016).